# Dysdera drescoi
Dysdera drescoi este o specie de păianjeni din genul Dysdera, familia Dysderidae, descrisă de Ribera, 1983.
Este endemică în Morocco. Conform Catalogue of Life specia Dysdera drescoi nu are subspecii cunoscute.